# Rotzügel-Mausvogel
Der Rotzügel-Mausvogel (Urocolius indicus), auch Brillenmausvogel genannt, ist mit einer Körperlänge von 33 Zentimetern und einer Schwanzlänge von bis zu 25 Zentimetern und einem Gewicht von bis zu 70 Gramm ein mittelgroßer Vertreter aus der Familie der Mausvögel.

## Aussehen
Adulte Tiere der Nominatform sind an Oberkopf, Haube, Ohrdecken und vom Nacken bis zu den Oberschwanzdecken bläulich grau. Der Vorderkopf ist, wie Kinn und Kehle, gelbbraun, die restliche Unterseite lohfarben gelbbraun. Die blaugrauen Flügel und der Schwanz schimmern metallisch grün, die Unterseite von Flügel und Schwanz sind kastanienbraun. Der unbefiederte Ring um die Augen, und die Zügel bis zur Schnabelbasis sind leuchtend rot. Der vordere Teil vom Oberschnabel und der Unterschnabel sind schwarz. Die Füße und Beine sind dunkel purpurrot, die Augen gelb. Männchen und Weibchen ähneln einander.
Immature Vögel sind den adulten Vögeln ähnlich, ihre Ohrdecken und die Ränder der Flügeldecken sind gelbbraun, der Schnabel grünlich mit schwarzer Spitze und rosa Basis. Die Haut der Jungtiere ist dunkel rosa mit sehr spärlichem Flaumfederkleid und dunkelgrüner Haut um die Augen. Ihr Schnabel ist blass grün mit kräftigem, weißem Eizahn. An der Basis des Unterschnabels befindet sich eine große Verdickung. Die Zunge ist violett, die Augen braun und die Füße rötlich.
Von den anderen Mausvögel im Verbreitungsgebiet unterscheidet sich der Rotzügel-Mausvogel durch den Grauton im Gefieder, durch den roten, unbefiederten Bereich um die Augen und den langen, schmalen Schwanz. Der blauen Nacken unterscheidet die Art vom Blaunacken-Mausvogel (parapatrisch im südlichen Tansania).

## Verbreitung und Lebensraum
Diese Mausvogel-Art kommt in Afrika südlich der Sahara vor. Dort bewohnt sie Dornsavanne, Oasen mit Palmen, baumbestandene Gebiete, gebirgiges Sukkulenten- und Buschland, Küstengebiete und selten auch Karoo. Der Rotzügel-Mausvogel kommt an Waldrändern und Flussläufen vor, daneben in vom Menschen gestalteter Umgebung wie Plantagen und Gärten. Er ist ein Standvogel, standorttreu oder lokal umherziehend.

## Lebensweise

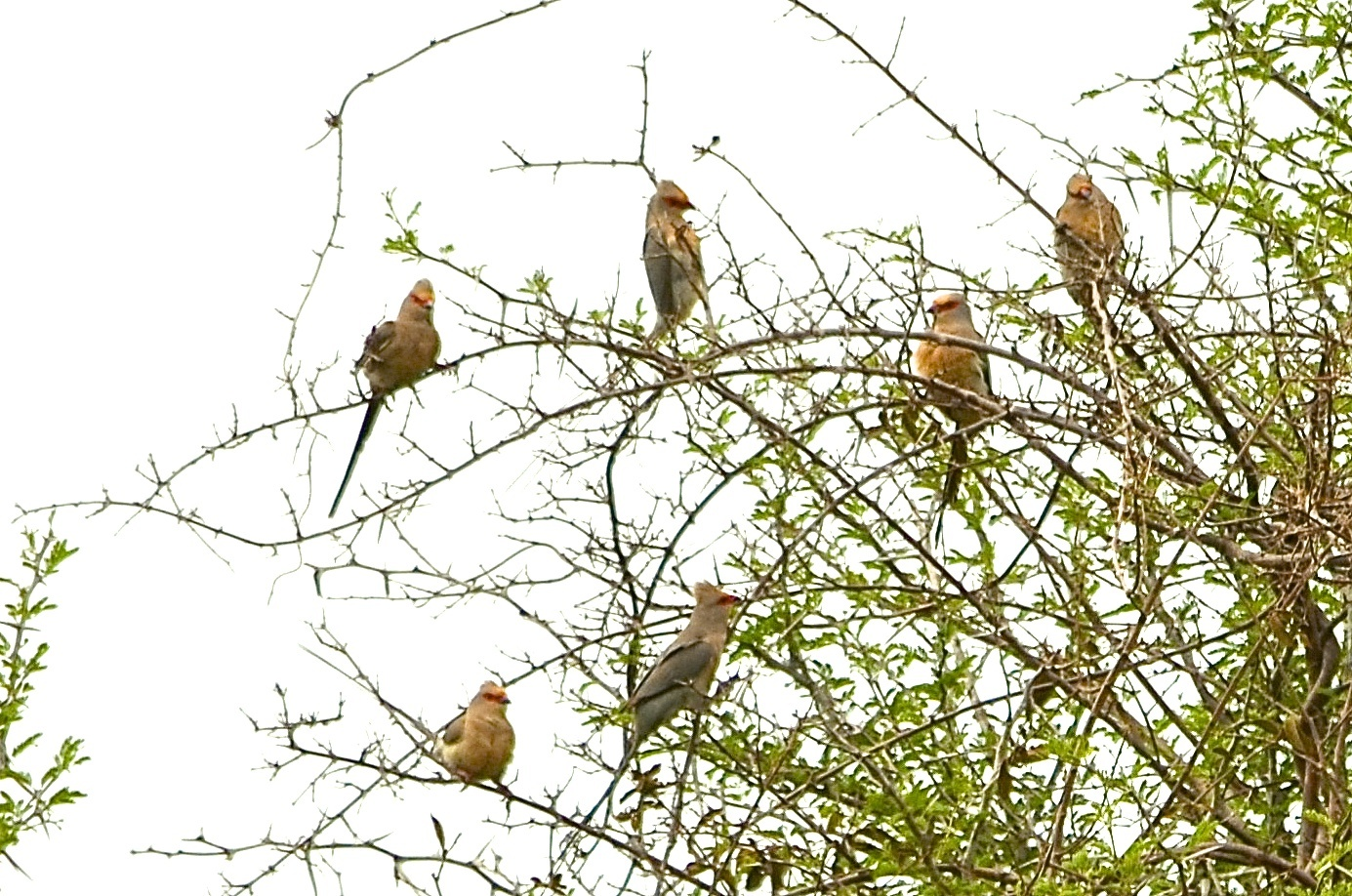
Eine kleine Gruppe von Rotzügel-Mausvögeln auf einem Dornbusch

Die Vögel leben in Schwärmen von bis zu 20 Tieren zusammen und verständigen sich mit lauten, an Pfeifen oder Flöten erinnernden Tönen. Sie fressen vor allem Datteln, Feigen und andere Früchte, manchmal auch die Jungvögel anderer Arten. Zur besseren Verdauung und zur Neutralisierung von Giften in ihrer Nahrung nehmen die Vögel gelegentlich Tonerde zu sich. Tagsüber nehmen die Vögel viele Sonnenbäder und in der Nacht schmiegen sie sich eng aneinander, um ihre Körpertemperatur zu halten. Um den vielen Parasiten Einhalt zu gebieten, werden oft Staubbäder am Boden oder die Hilfe von Artgenossen in Anspruch genommen. Die Tiere sind standorttreu und verteidigen ihr Revier gegen fremde Artgenossen.

## Fortpflanzung
Rotzügel-Mausvögel sind monogam. Bei der Balz füttert das Männchen das Weibchen und danach reiben sie ihre Schnäbel aneinander. Vor der Paarung hüpft das Männchen aufgeregt hin und her. Das offene, große, unordentliche Nest wird von den Vögeln im dichten Dorngestrüpp versteckt, oft in der Nähe von Wespennestern, angelegt. Das Gelege umfasst 2 bis 4 weiße, mit schwarzen oder brauen Strichen versehene Eier. Die Brutdauer beträgt 11 bis 15 Tage und beide Elternteile übernehmen die Versorgung der Jungvögel. Diese verlassen das Nest im Alter von ca. 10 Tagen, danach werden sie von den anderen Gruppenmitgliedern noch bis zu 6 Wochen mitversorgt.

## Gefährdung
Aufgrund ihrer weiten Verbreitung und da für diese Art keinerlei Gefährdungen bekannt sind, stuft die IUCN diese Art als „Least Concern (LC)“ = „nicht gefährdet“ ein.

## Unterarten
Es sind fünf Unterarten bekannt:
- Urocolius indicus mossambicus (Reichenow, 1896)[3] – Diese Unterart ist im Osten Angolas bis in den Südwesten Tansanias und Malawis verbreitet. Sie ist dunkler und größer als U. i. pallidus, dunkler als U. i. transvaalensis und viel dunkler als U. i. lacteifrons.[1]
- Urocolius indicus lacteifrons (Sharpe, 1892)[4] – Das Verbreitungsgebiet dieser Unterart ist der Westen Angolas, sowie der Norden Namibias. Sie ist heller als U. i. pallidus, der Vorderkopf ist cremeweiß statt gelbbraun, ein grünlicher Glanz auf den Ohrdecken fehlt.[1]
- Urocolius indicus pallidus (Reichenow, 1896)[3] – Diese Unterart kommt im Südosten Tansanias und dem Nordosten Mosambiks vor. Sie ist heller als die Nominatform, die Unterseite viel heller und rosa meliert.[1]
- Urocolius indicus transvaalensis Roberts, 1922[5] – Die Unterart ist im Südwesten Sambias über das zentrale und südliche Mozambique bis Südafrika mit Ausnahme des Südens verbreitet. Sie ist heller als die Nominatform, mit bräunlich cremefarbenem Vorderkopf und weniger bläulich im Gefieder.[1]
- Urocolius indicus indicus (Latham, 1790)[6] – Die Nominatform kommt im Süden Südafrikas vor.